# Dombeya viburniflora
Dombeya viburniflora är en malvaväxtart som beskrevs av Boj.. Dombeya viburniflora ingår i släktet Dombeya och familjen malvaväxter. Inga underarter finns listade i Catalogue of Life.